# Meczet Nabi Habeel

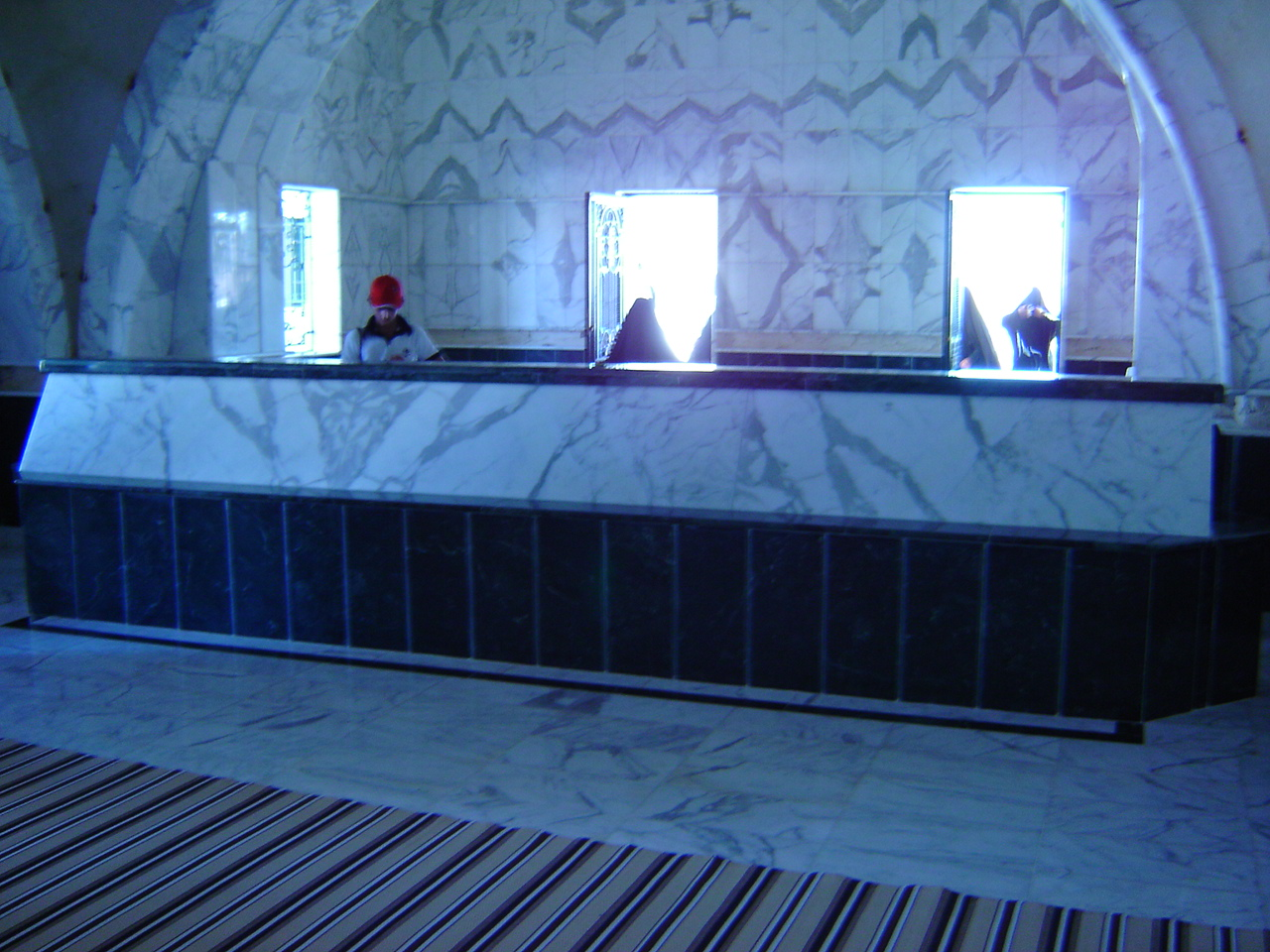
Rekonstrukcja grobu Abla wewnątrz meczetu

Meczet Nabi Habeel (arab. مسجد النبي هابيل), czyli Meczet Proroka Abla – muzułmańskie sanktuarium poświęcone Ablowi. Położony jest w Syrii w pobliżu Damaszku, nad rzeką Barada. Druzowie i szyici wierzą, że w meczecie znajduje się grób Abla.
Meczet zbudowany został w 1599 roku przez osmańskiego gubernatora Ahmeda Paszę, na terenie domniemanego grobu Abla syna Adama. Z tego też powodu jest on celem licznych pielgrzymek (ziyarat)